# Simon Yates
Simon Yates   (Bury, 7 d'agost de 1992) és un ciclista anglès, professional des del 2014 i actualment corrent a l'equip Team Visma-Lease a Bike. Combina tant la ruta com la pista. En aquesta última modalitat s'ha proclamat Campió del món en Puntuació. El seu germà bessó Adam, també és ciclista.
En el seu palmarès en carretera destaca sobretot la victòria final a la Volta a Espanya del 2018. A les grans voltes ha guanyat 10 etapes, sis al Giro d'Itàlia, dues al Tour de França i dues més a la Volta a Espanya.

## Palmarès en pista
- 2010
  -  Campió del món júnior en Madison (amb Daniel McLay)
- 2012
  -  Campió del Regne Unit en Madison (amb Mark Christian)
  -  Campió del Regne Unit en Òmnium
  -  Campió del Regne Unit en Persecució per equips (amb Owain Doull, Samuel Harrison i Alistair Slater)
- 2013
  -  Campió del món en Puntuació

## Palmarès en ruta
- 2011
  - Vencedor d'una etapa al Tour de l'Avenir
- 2013
  -  Campió del Regne Unit sub-23 en ruta
  - Vencedor de 2 etapes al Tour de l'Avenir
  - Vencedor d'una etapa a la Volta a la Gran Bretanya
- 2016
  - 1r a la Clàssica d'Ordizia
  - Vencedor d'una etapa de la Volta a Espanya
- 2017
  -  1r de la Classificació dels joves del Tour de França
  - 1r al Gran Premi Miguel Indurain
  - Vencedor d'una etapa a la París-Niça
  - Vencedor d'una etapa al Tour de Romandia
- 2018
  -  1r de la Volta a Espanya i vencedor d'una etapa
  - Vencedor de 3 etapes al Giro d'Itàlia
  - Vencedor d'una etapa a la París-Niça
  - Vencedor d'una etapa de la Volta a Catalunya
  - Vencedor d'una etapa a la Volta a Polònia
- 2019
  - Vencedor d'una etapa a la Volta a Andalusia
  - Vencedor d'una etapa a la París-Niça
  - Vencedor de 2 etapes al Tour de França
- 2020
  - 1r a la Tirrena-Adriàtica i vencedor d'una etapa
- 2021
  - 1r al Tour dels Alps i vencedor d'una etapa
  - Vencedor d'una etapa al Giro d'Itàlia
- 2022
  - 1r a la Clàssica d'Ordizia
  - 1r a la Volta a Castella i Lleó i vencedor d'una etapa
  - Vencedor d'una etapa a la París-Niça
  - Vencedor de 2 etapes a la Volta a Astúries
  - Vencedor de 2 etapes al Giro d'Itàlia
- 2023
  - Vencedor d'una etapa al Tour Down Under
- 2024
  - 1r a l'AlUla Tour i vencedor d'una etapa
- 2025
  -  1r al Giro d'Itàlia
  - Vencedor d'una etapa al Tour de França

### Posició a la classificació general a les grans voltes
| Cursa | Cursa           | 2014 | 2015 | 2016 | 2017 | 2018 | 2019 | 2020 | 2021 | 2022 | 2023 | 2024 | 2025 |
| ----- | --------------- | ---- | ---- | ---- | ---- | ---- | ---- | ---- | ---- | ---- | ---- | ---- | ---- |
|       | Giro d'Itàlia   | —    | —    | —    | —    | 21è  | 8è   | Ab.  | 3r   | Ab.  | —    | —    | 1r   |
|       | Tour de França  | Ab.  | 89è  | —    | 7è   | —    | 49è  | —    | Ab.  | —    | 4t   | 12è  |      |
|       | Volta a Espanya | —    | —    | 6è   | 44è  | 1r   | —    | —    | —    | Ab.  | —    | —    |      |

### Resultats al Tour de França
- 2014. No surt (16a etapa)
- 2015. 89è de la classificació general
- 2017. 7è de la classificació general i  1r de la Classificació dels joves
- 2019. 49è de la classificació general. Vencedor de la 12a i 15a etapes
- 2021. Abandona (13a etapa)
- 2023. 4t de la classificació general
- 2024. 12è de la classificació general
- 2025. 15è de la classificació general. Vencedor de la 10a etapa

### Resultats a la Volta a Espanya
- 2016. 6è de la classificació general. Vencedor de la 6a etapa
- 2017. 44è de la classificació general
- 2018.  1r de la classificació general. Vencedor de la 14a etapa
- 2022. No surt (11a etapa)

### Resultats al Giro d'Itàlia
- 2018. 21è de la classificació general. Vencedor de la 9a, 11a i 15a etapes
- 2019. 8è de la classificació general
- 2020. No surt (8a etapa)
- 2021. 3r de la classificació general. Vencedor de la 19a etapa
- 2022. Abandona (17a etapa). Vencedor de la 2a i 14a etapes
- 2025.  1r de la classificació general